# Осока куляста
Осока куляста, осока кулястоподібна (Carex globularis) — вид рослин родини осокові (Cyperaceae), поширений у пн. Європі й пн. і цн.-сх. Азії.

## Опис
Багаторічна трав'яниста рослина 20–50(60) см заввишки. Жіночі колоски кулясті. Мішечки густо запушені, з жилками і коротким неясно-2-зубчастим носиком. Основа листових пластинок над язичком без волосків. Нижні лускоподібні листки сітчато-волокнисті при розпаді, на краях і на верхівці з рідкісним запушенням. Листки рівні або трохи коротші від стебла, листові пластини завширшки 1–2 мм, досить м'які, голі. Рослина з горизонтальними і косо висхідними кореневищем. Горішки темно-коричневі, щільно обгорнуті, обернено-яйцюваті або широко-яйцюваті, тригональні, 1.8–2 мм.

## Поширення
Поширений у пн. і сх. Європі й пн. і цн.-сх. Азії.
В Україні зростає на торф'яних болотах, у заболочених, переважно соснових, лісах — є єдиний екземпляр рослини з Сумської обл. без точного зазначення місця збору.